# マヨラー
マヨラーとは、マヨネーズを好物とする人を意味する、日本語の新語、俗語。マヨネーズを大量にかけたり、マヨネーズをあまり使わない食品にも使う人を指して用いられる。「ゲテモノ食い」「味音痴」の意味が込められることもある。『現代用語の基礎知識1998年版』に若者言葉として掲載された。
マヨラー人口増加の要因として、日本人の和食離れが挙げられる他に、関連企業によるイメージ戦略の成果だと指摘する声がある。

## 語源
マヨネーズ（フランス語: mayonnaise）の略語「マヨ」に「～する人」を意味する英語の接尾辞「-er」を加えたものである。「マヨ」に続く子音nからすると本来は「マヨナー」となるのが正しいが、1990年代半ば当時の
- シャネラー（1995年[2]）: シャネルを愛用する人々[3]
- アムラー（1996年[4][5]）: 安室奈美恵のファッションを模倣する人々
- シノラー（1997年[5]）: 篠原ともえのファッションを模倣する人々

といった語尾が「ラー」の流行語が続いた流れを受け、「マヨラー」という語尾使いが普及していった。同様の例として、「キティラー」（ハローキティのグッズを集める人々）などがある。
派生語にケチャップ好きを意味する「ケチャラー」がある。

## マヨラーの例
マヨネーズを直接吸って単体で食べる（飲む）以外の用途で、「かける（食材と同時に摂取する）」用途で使用する食材を以下に列挙する。
ご飯、ピラフ、チャーハン、カレーライス、冷やし中華、カップラーメン、めんつゆ、刺身、洋菓子、納豆など。
単にマヨネーズを大量または幅広い食品にかけるだけでなく、スパイスとブレンドした、多様なマヨネーズを購入・自作する人や、肉を漬け込んで柔らかくしたり、卵焼きなどの生地に混ぜて調理することで、ふっくらとした食感にしたりと万能調味料の様に使う人もいる。中にはフェイスパックや頭髪ケアなどに使う愛好者もいる。
マヨラーは、野菜が見えなくなるほど大量にマヨネーズをかける。『脳と味覚』の著者山本隆の説によると、マヨネーズに含まれる大量の油分が元となって、快楽物質であるβ-エンドルフィンが出るため、マヨラーが生まれるとの事。その一方で、ねっとりとした独特の舌触り、酢の風味が残る味などが原因で、マヨネーズが苦手だという人も存在する。